# Kong Harald (Schiff, 1993)
Die Kong Harald ist ein Passagier- und RoRo-Schiff der Reederei Hurtigruten AS und verkehrt auf der Hurtigruten an der Küste Norwegens im Linienverkehr. Namensgeber ist der norwegische König Harald V.
Zuvor hatte es bereits ein Schiff mit dem Namen Kong Harald gegeben. Dieses wurde 1890 gebaut, nahm den Linienverkehr auf der Hurtigruten aber erst 1920 auf.

## Geschichte
Die Kong Harald war das erste Schiff der so genannten „neuen Generation“ (De Nye Skipene) auf der Hurtigruten. Sie wurde am 7. Februar 1992 mit der Baunummer 101 auf der Volkswerft Stralsund auf Kiel gelegt. Der Stapellauf erfolgte am 28. November 1992. Am 25. Juni 1993 wurde das Schiff an die Reederei Troms Fylkes Damskipsselskap A/S abgeliefert und von Hjordis Opseth, der Gattin des damaligen norwegischen Verkehrsministers Kjell Opseth, in Stralsund getauft. Der Planeinsatz auf der Hurtigruten begann am 6. Juli 1993. Im Mai 2006 übernahm die Reederei Hurtigruten ASA das Schiff und vercharterte es zunächst kurzzeitig an Norsk Hydro als Wohn- und Hotelschiff, bevor es wieder im Hurtigruten-Dienst eingesetzt wurde. Mit Stand Oktober 2016 steht das Schiff im regulären Hurtigruten-Einsatz.

## Maschinenanlage und Antrieb
Die Antriebsanlage der Kong Harald bestand ursprünglich aus den beiden Hauptmotoren des Typs MaK 6M552C, die über Reduktionsgetriebe (Lohmann GCK 755) auf jeweils einen Kamewa-Verstellpropeller wirken. Die Stromversorgung des Schiffes erfolgt über zwei Wellengeneratoren mit einer elektrischen Leistung von je 2.875 kVA. Zusätzlich verfügt das Schiff über zwei Generatoren, die von Dieselmotoren des Typs Bergen Diesel KRG-8 angetrieben werden. Als Manövrierhilfe sind im Bug zwei Querstrahlanlagen installiert.
Seit Mai 2023 ist das Schiff mit zwei Dieselmotoren des Typs B33:45L6P von Bergen Engines und zwei Akkumulatoren mit einer Kapazität von jeweils 1120 kWh ausgerüstet. Die Dieselmotoren verwenden Biodiesel und sind mit SCR-Katalysatoren ausgestattet. Dadurch verringern sich die CO2-Emissionen um mindestens 25 Prozent, die Stickstoff-Emissionen um 80 Prozent.

## Ausstattung
Die Kong Harald bot ursprünglich Platz für 691 Passagiere und verfügte über 490 Betten. Es waren Stellplätze für 55 Autos  vorhanden, die über eine seitliche Laderampe erreicht werden können. Nach Umbauten beträgt die Kapazität mit Stand vom Oktober 2016 noch 622 Passagiere auf sechs Decks (Decks 2–7) und es sind 12 Autostellplätze vorhanden.
An Bord gibt es ein Restaurant, ein Bistro, eine Bar, einen Souvenirladen, mehrere Aufenthaltsräume, den Panoramasalon auf Deck 7, sowie einen kleinen Fitnessraum und eine Sauna. Hinten auf Deck 6 befindet sich ein „Outdoor-Jacuzzi-Deck“, die beiden Whirlpools sind allerdings oft abgedeckt. Die ursprüngliche Innenausstattung des Schiffes wies dekorative Details wie Kronen und Lilien auf; die Farben waren allgemein – in Übereinstimmung mit dem Namensgeber – gedeckt (vorwiegend königsblau) gehalten. Anfang 2016 erhielten die Kong Harald und weitere Schiffe der Reederei eine neue Innenausstattung, deren Gestaltung von Hurtigruten als „arktisches Design“ bezeichnet wird. Die neue Ausstattung hat einerseits Kritik hervorgerufen (unter anderem wurde kritisiert, dass sie zu sehr an ein Hotel erinnere und es ihr an maritimem Charakter fehle); andererseits wurde sie auch als notwendige Erneuerung gelobt.

## Zwischenfälle
Am 4. März 2013 kurz vor Mitternacht lief die nordgehende Kong Harald vor dem Trollfjord mit dem Bug auf Grund. Durch die einsetzende Flut konnte sich das Schiff um 2 Uhr 30 selbst befreien und kehrte nach Svolvær (Lofoten) zurück. Hier endete die Fahrt für die 258 Passagiere gegen fünf Uhr früh. Das Schiff wurde ins Trockendock der Fiskerstrand Verft verbracht.
Am Abend des 1. Februar 2015 wurde das Schiff zwischen Honningsvåg und Kirkenes von einer Monsterwelle getroffen. Ein Passagier wurde hierbei leicht verletzt. Auf der Brücke und in einer Kabine auf Deck 5 wurden Fenster zerstört. Das Schiff kehrte in den Hafen von Honningsvåg zurück, wo die Reise abgebrochen wurde. In Harstad lag das Schiff in der Werft, wo die Schäden repariert wurden.
Am Abend des 24. August 2021 geriet das Schiff in der Hustadvika zwischen Kristiansund und Molde für kurze Zeit in Seenot. Ein Motor war wegen Wartungsarbeiten außer Betrieb, der zweite Motor fiel aus. Das Schiff war in Gefahr auf Grund zu laufen. Es gelang der Besatzung mit den verbleibenden Hilfsantrieben das Schiff vom Land fernzuhalten und die Anker zu setzen. Nach einer Stunde gelang es den in Wartung befindlichen Motor wieder in Betrieb zu nehmen. Der bereits gestartete Seenotrettungseinsatz zur möglichen Evakuierung des Schiffes konnte abgebrochen werden. Das Schiff konnte aus eigener Kraft in den Hafen von Molde fahren.

## Folgen der Zwischenfälle
Im Seeabschnitt der Hustadvika hatte das Schiff Viking Sky 2019 ebenfalls einen kompletten Motorausfall bei deutlich schlechteren Wetterbedingungen. Die norwegischen Behörden prüfen, ob die Fahrt mit einem Motor in dem Seegebiet zu verantworten ist bzw. ob mögliche Wartungsmängel seitens der Reederei Hurtigruten AS vorliegen.

## Modernisierung
Die Kabinen und Gemeinschaftsbereiche wurden 2016 sowie 2023 modernisiert.
Der Antrieb aller Hurtigruten Schiffe sollte auf Flüssigerdgas umgestellt werden, um Auflagen der norwegischen Regierung zur Verlängerung der Konzession nachzukommen. Während Havila Kystruten für seine vier Schiffsneubauten Flüssigerdgas einsetzt, erwies sich die Umrüstung der vorhandenen Schiffe für Hurtigruten als nicht machbar. Von Oktober 2022 bis Mai 2023 wurde das Schiff daher von Kongsberg Maritime in der Myklebust Verft auf Hybrid (Biodiesel mit Batteriepack) umgerüstet.

## Galerie

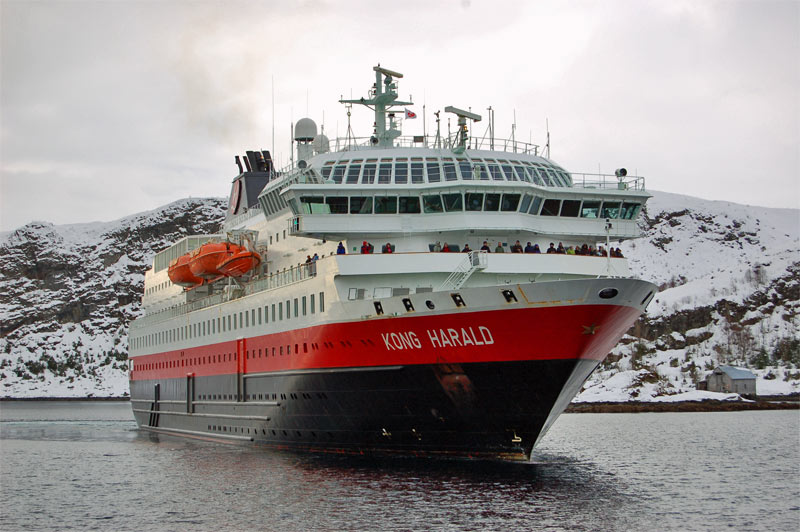
Kong Harald in Torvik
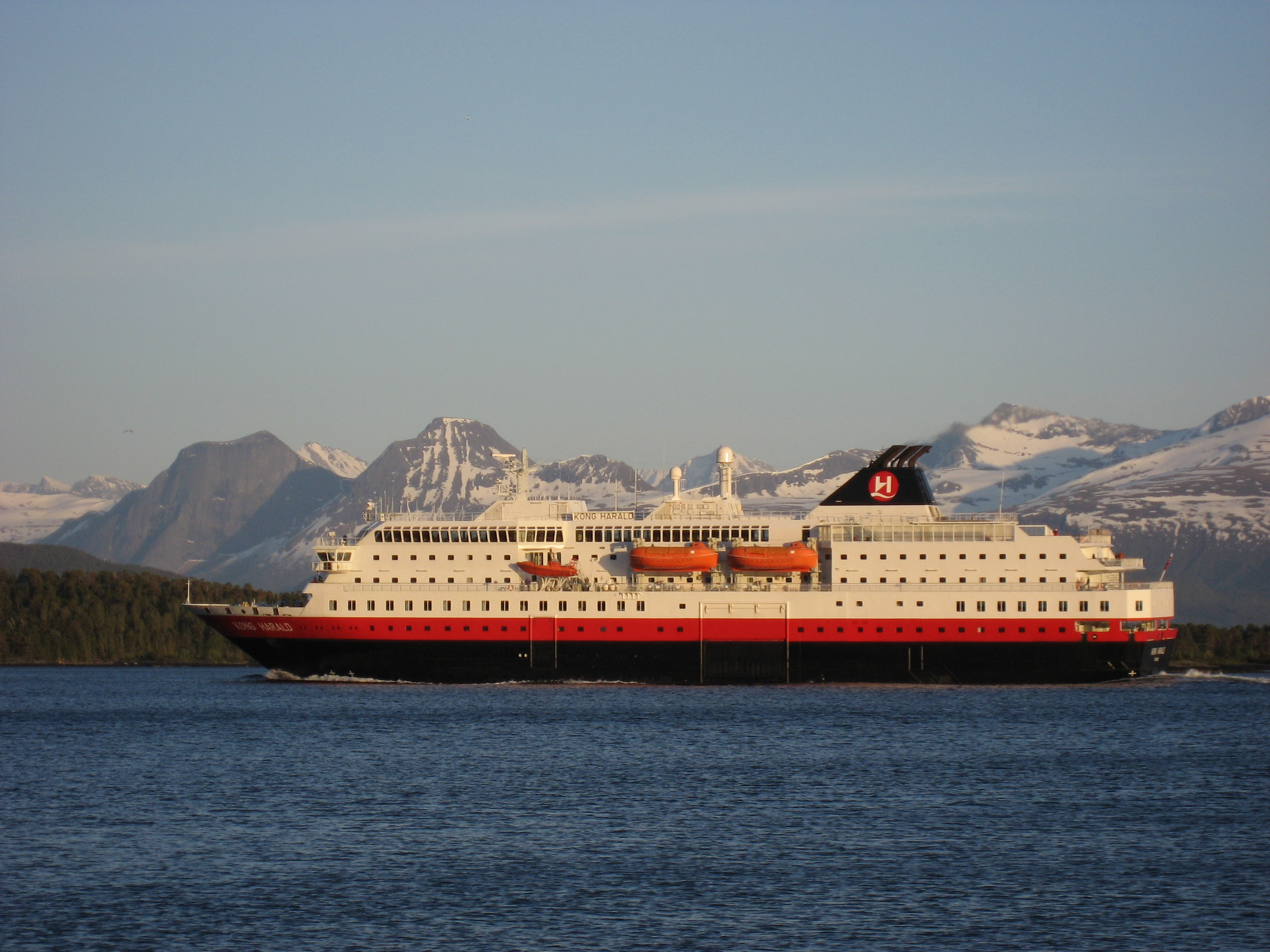
Kong Harald in Molde
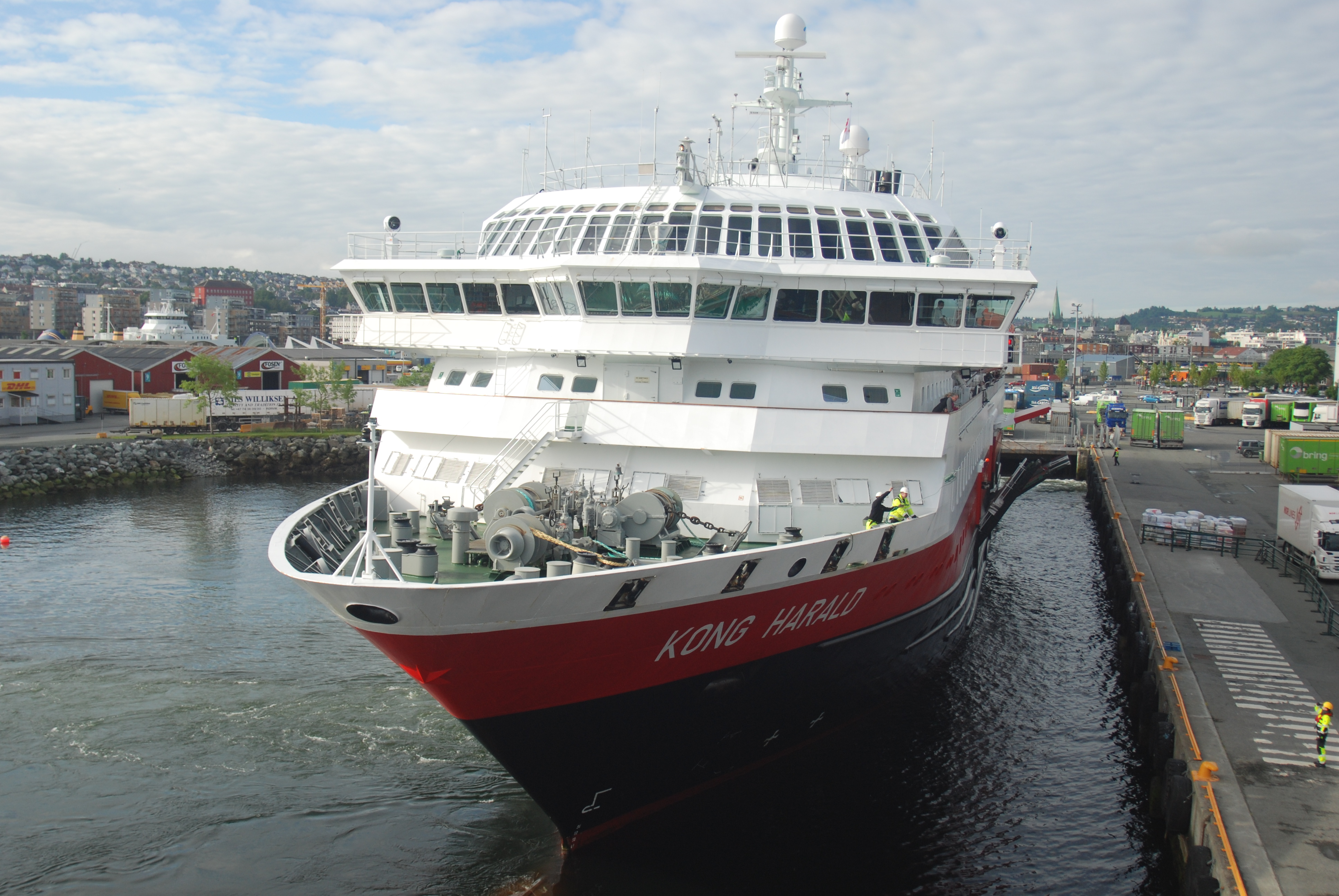
Kong Harald in Trondheim
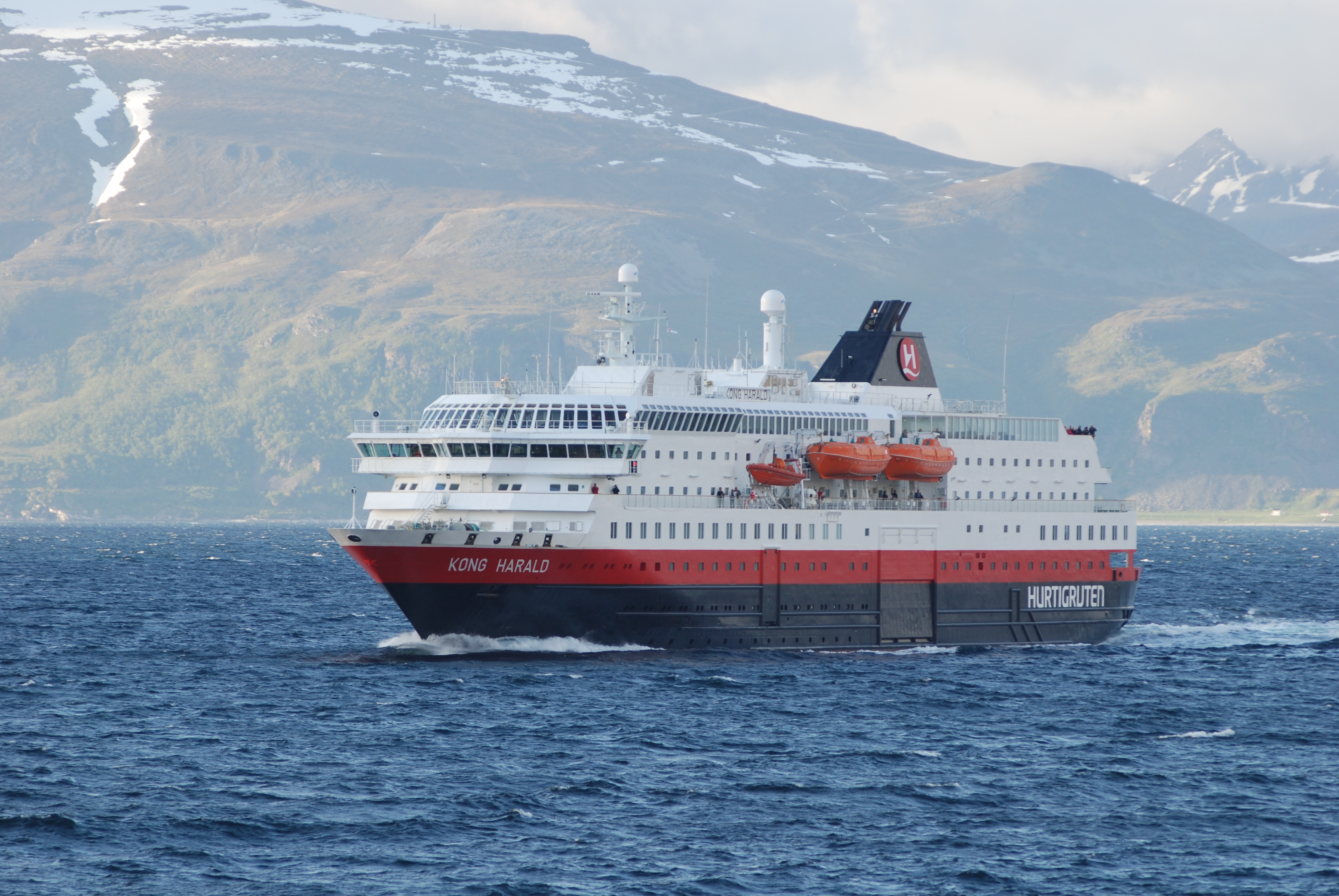
Kong Harald zwischen Tromsø und Skjervøy
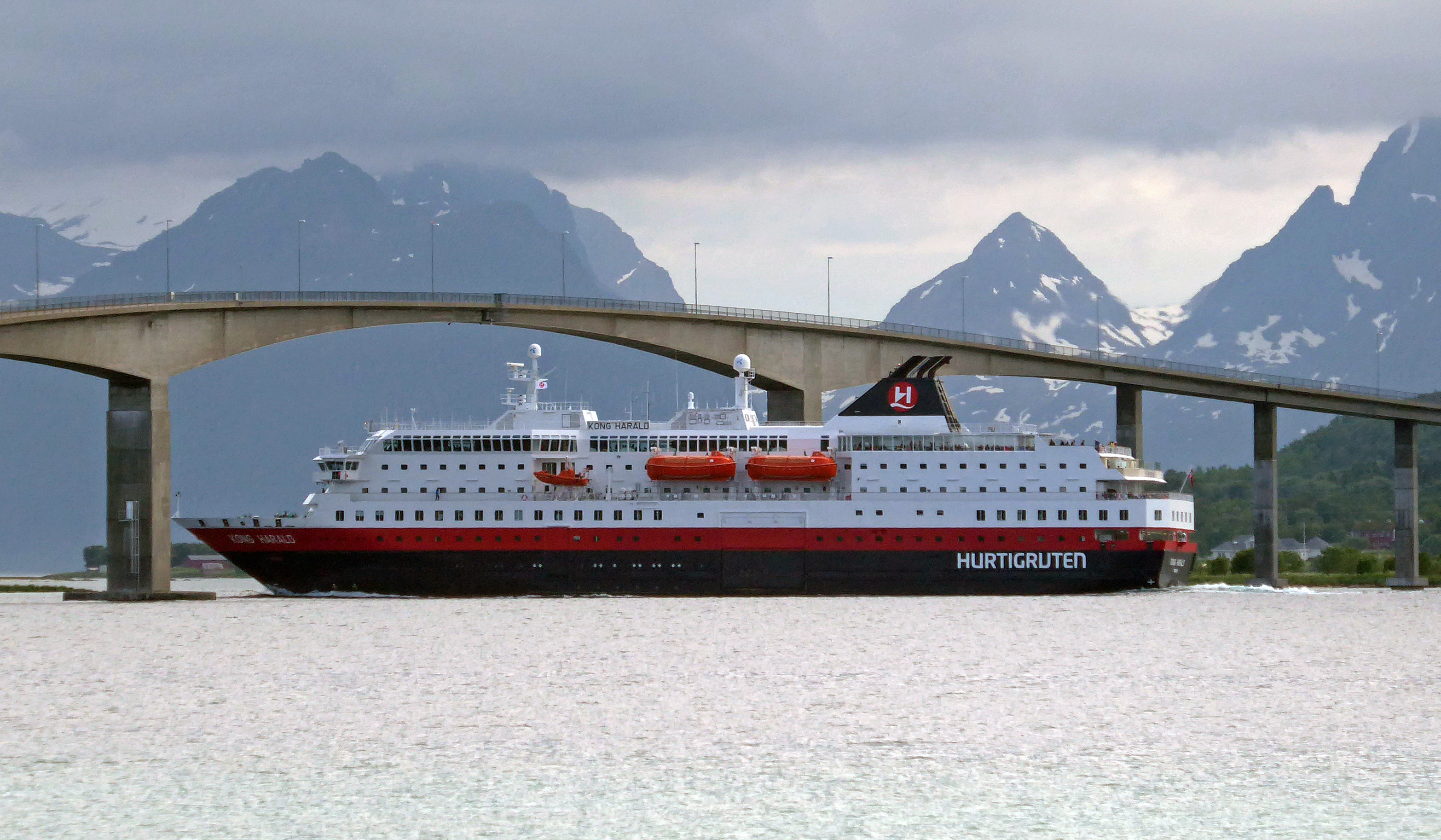
Kong Harald nahe Stokmarknes
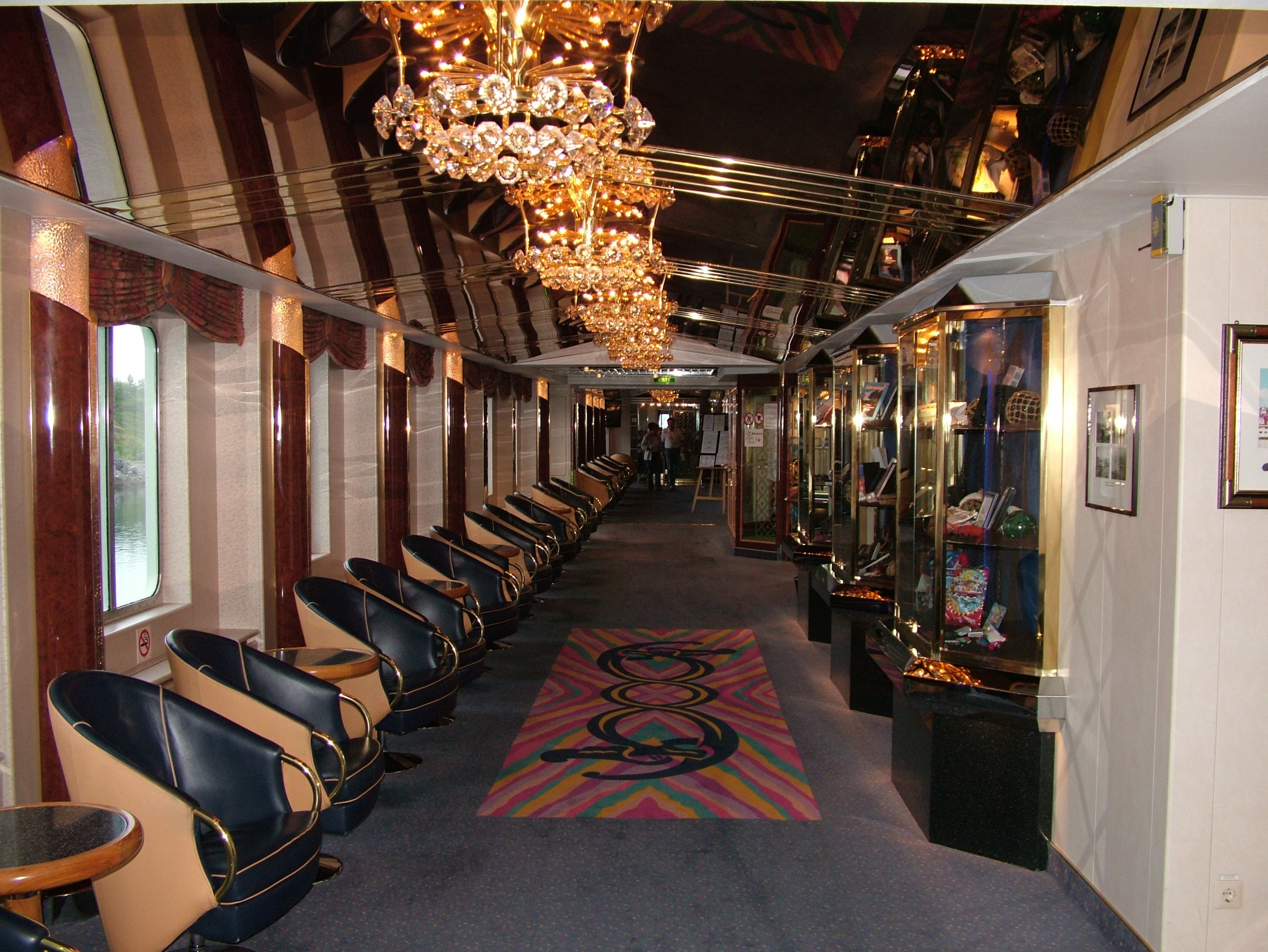
Kong Harald, Gang zum Restaurant (vor der Neugestaltung)
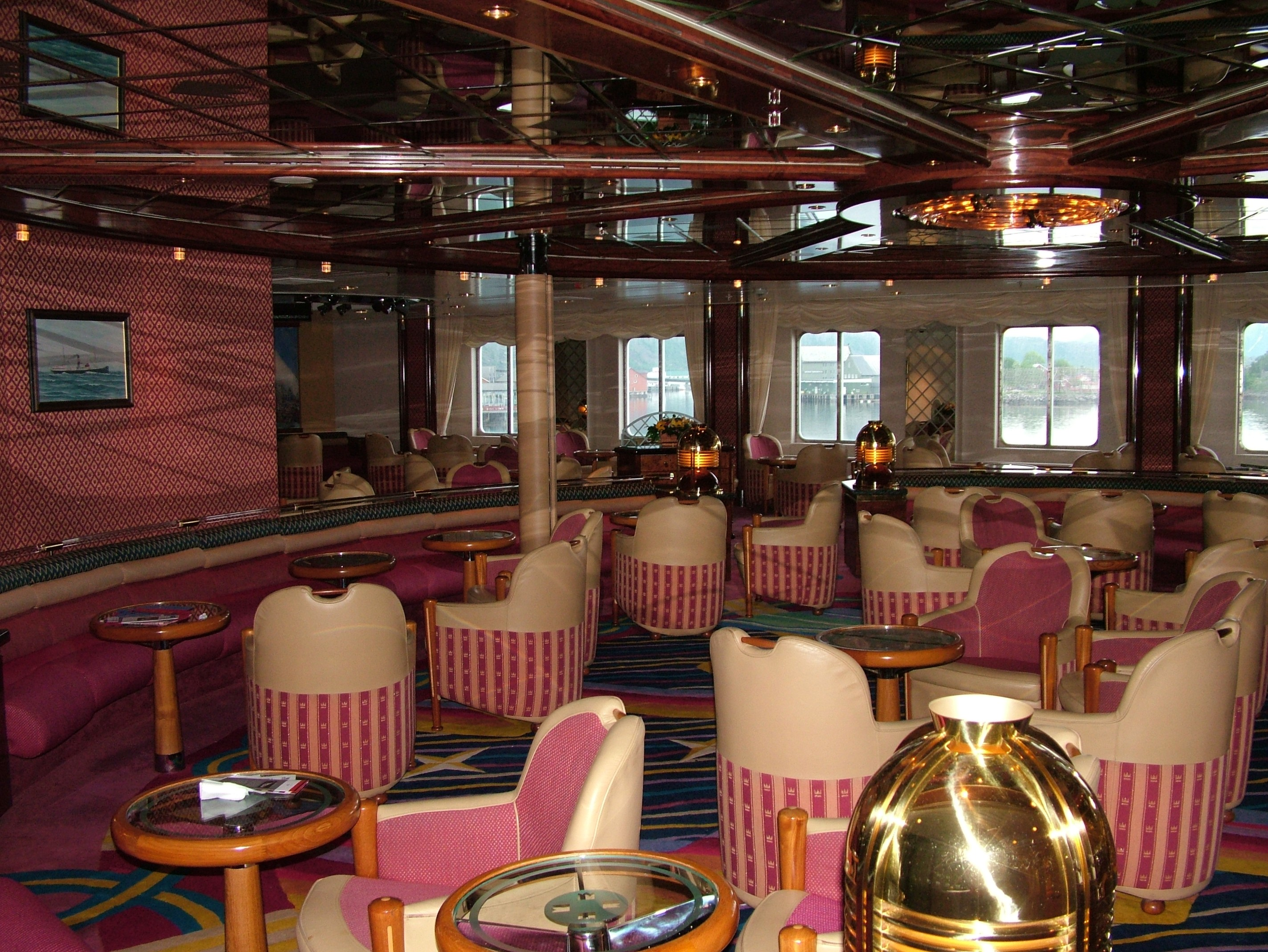
Die Bar der Kong Harald (vor der Neugestaltung)
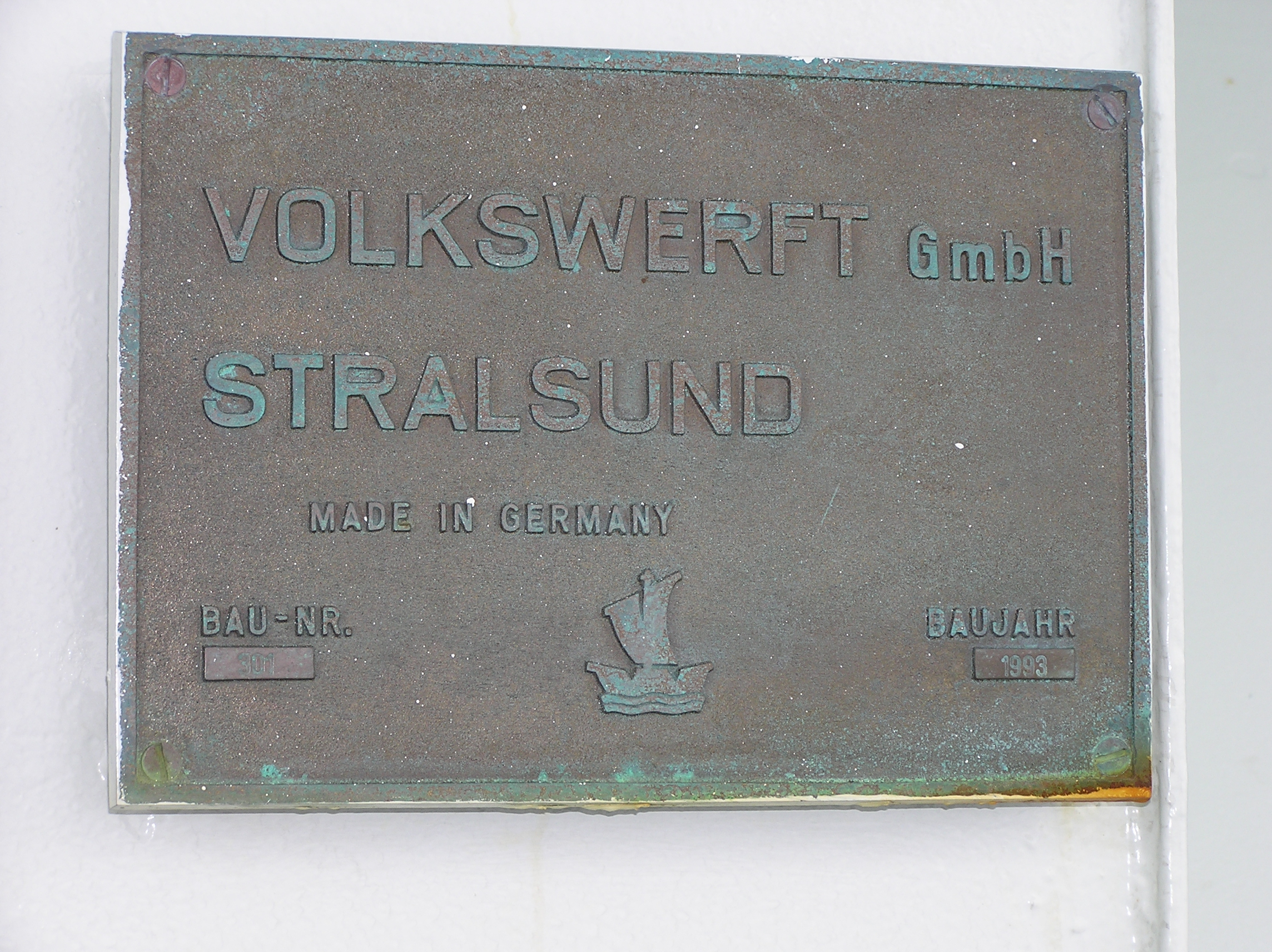
Werftschild auf der Kong Harald